# 泡泡叶越桔
泡泡叶越桔（学名：Vaccinium bullatum）为杜鹃花科越桔属下的一个种。

## 扩展阅读
- 維基物種上的相關：泡泡叶越桔